# Никитин, Михаил Фёдорович (Герой Советского Союза)
Михаил Фёдорович Никитин (1914 — 2000) — подполковник Советской Армии, участник советско-финской и Великой Отечественной войн, подавления Венгерского восстания 1956 года, Герой Советского Союза (1956).

## Биография
Родился 21 января 1914 года в деревне Логиново Троицкой волости Клинского уезда Московской губернии (ныне — Солнечногорский район Московской области). После окончания шести классов школы работал в промартели. В 1936 году был призван на службу в Красную Армию. В 1938 году окончил военно-политическое училище.
Участвовал в советско-финской и Великой Отечественной войнах.
В 1944 году окончил Харьковское танковое училище.
К осени 1956 года гвардии подполковник М. Ф. Никитин командовал танковым батальоном 37-го гвардейского танкового полка 2-й гвардейской механизированной дивизии Особого корпуса советских войск на территории Венгерской Народной Республики.
Во время боёв с венгерскими повстанцами в Будапеште батальон Никитина уничтожил около 20 огневых точек, захватил большое количество оружия и боеприпасов.
Указом Президиума Верховного Совета СССР от 18 декабря 1956 года за «мужество и отвагу, проявленные при выполнении воинского долга» подполковник Михаил Никитин был удостоен звания Героя Советского Союза с вручением ордена Ленина и медали «Золотая Звезда» за номером 10815.
Был также награждён орденами Отечественной войны 1-й степени и Красной Звезды, рядом медалей.
В 1959 году окончил курсы «Выстрел». В 1960 году он был уволен в запас. Проживал в городе Электросталь Московской области.
Скончался 23 октября 2000 года, похоронен на кладбище «Тихая Роща» в Электростали.

## Память
В 2002 году на доме, где проживал Никитин (улица Первомайская, дом 08), в торжественной обстановке была установлена мемориальная доска.